# Gnostiska ogdoaden
Ej att förväxla med Hermopolitanska ogdoaden
Inom gnosticismen syftar ogdoagen (ogdoad betyder ungefär  "åttafaldighet") på åtta urgudomar som förekommer i ett antal gnostiska riktningar under 100- och 200-talet.
Den exakta strukturen av den gnostiska ogdoaden och dess exakta plats i respektive gnostisk riktnings världsbild varierade mellan dessa gnostiska riktningar.
I Valentinus system bestod ogdoaden av:
- Bythos (Djupet) och Sige (Tystnaden) eller Ennoia (Tanken)
- Nous (Medvetandet) och Aletheia (Sanningen)
- Logos (Ordet) och Zoe (Liv)
- Anthropos (Människan) och Ekklesia (Kyrkan)